# شعر الوجه في مصر القديمة
يعتبر شعر الوجه في مصر القديمة، وخاصة اللحى، لغز في فترات لاحقة، مع دلالات دينية كبيرة.

## تاريخ

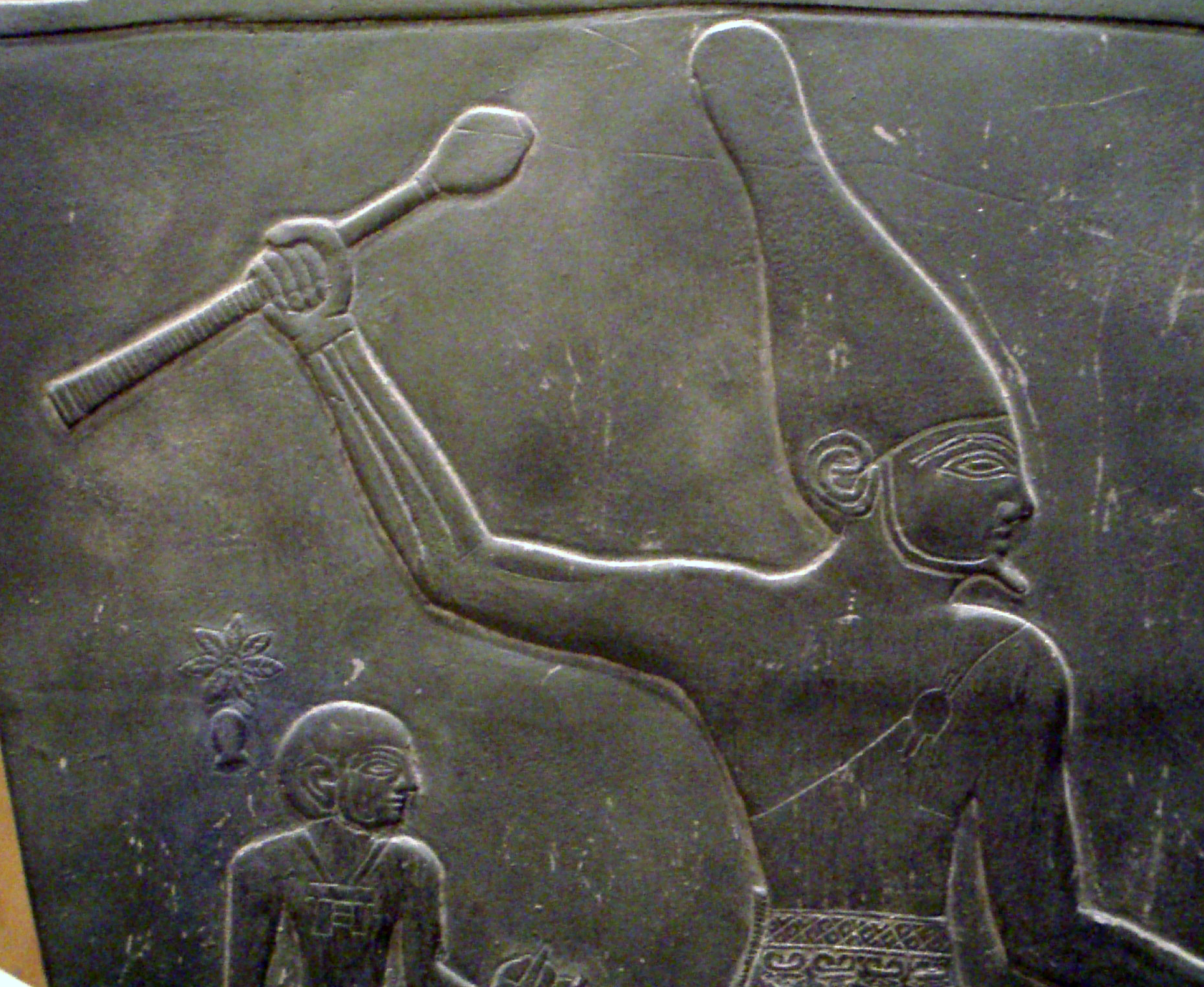
لوحة نارمر

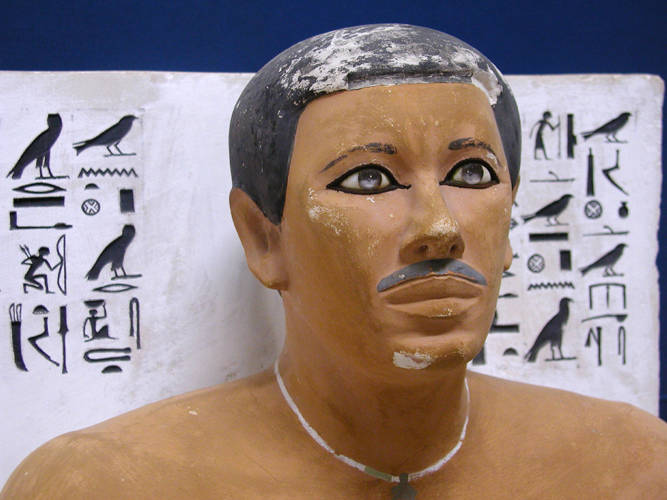
تمثال الأمير رع حتب

شعر الوجه له تاريخ متفاوت في مصر القديمة، وإن لم يكن بقدر ما هو في عالمنا الحديث. من الواضح أنه خلال عصر ما قبل الأسرات، وكذلك خلال السنوات الأولى من تكوين مصر التاريخية، كان الرجال يفضلون اللحى. نرى هذا في الصور من لوحة نارمر، على سبيل المثال. نجد مسئولين وحكام المملكة المصرية القديمة، مثل الأمير رع حتب، مصورًا بشوارب، ولحى كاملة تظهر على نطاق واسع على أقنعة مومياء من الفترة الانتقالية الأولى والمملكة المصرية الوسطى، مثل تلك الخاصة بمومياء الأسرة المصرية الثانية عشرة المسمى عنخف. ومع ذلك، في وقت مبكر من عصر الأسرات، يبدو أن الحلاقة أصبحت عصرية، على الأقل بين العناصر النبيلة في المجتمع. في وقت لاحق، انتشرت الحلاقة إلى بقية السكان، الذين كان لديهم ميل مفهوم إلى حد ما لاتباع عادات المجتمع الأعلى. في الواقع، أصبح عدم الحلاقة علامة على الحالة الاجتماعية السيئة، إلا في حالة حداد أو على وشك المغادرة في رحلة استكشافية إلى الخارج.
يبدو أن أدوات الحلاقة الأولى كانت عبارة عن شفرات حجرية حادة عادةً ما توضع في مقبض خشبي. في فترات لاحقة، تم استخدام شفرات حلاقة نحاسية رفيعة، ومن المملكة الوسطى فصاعدًا، تم استخدام شفرات حلاقة برونزية على شكل شبه منحرف. من الواضح أن هذا أنتج أيضًا بعضًا من أوائل أعضاء مهنة الحلاقة في العالم، الذين زاروا منازل الطبقة الأرستقراطية ولكنهم حضروا إلى العملاء العاديين خارج الأبواب. نجد تصويرًا للحلاق في مشاهد مقبرة مثل مشهد أوسرهيت (TT56) بالضفة الغربية في طيبة (الأقصر الحديثة) الواقعة في مقابر النبلاء، حيث يتلقى المجندون العسكريون قصات الشعر، ومن الأدب المصري القديم. يصور المشهد في قبر أوسرهيت حلاقًا يعتني بعملائه يجلس على مقعد تحت ظل تين جميز منتشر، بينما ينتظر شباب آخرون على التوالي، جالسين على كراسي قابلة للطي وحوامل ثلاثية القوائم.

## رمزية

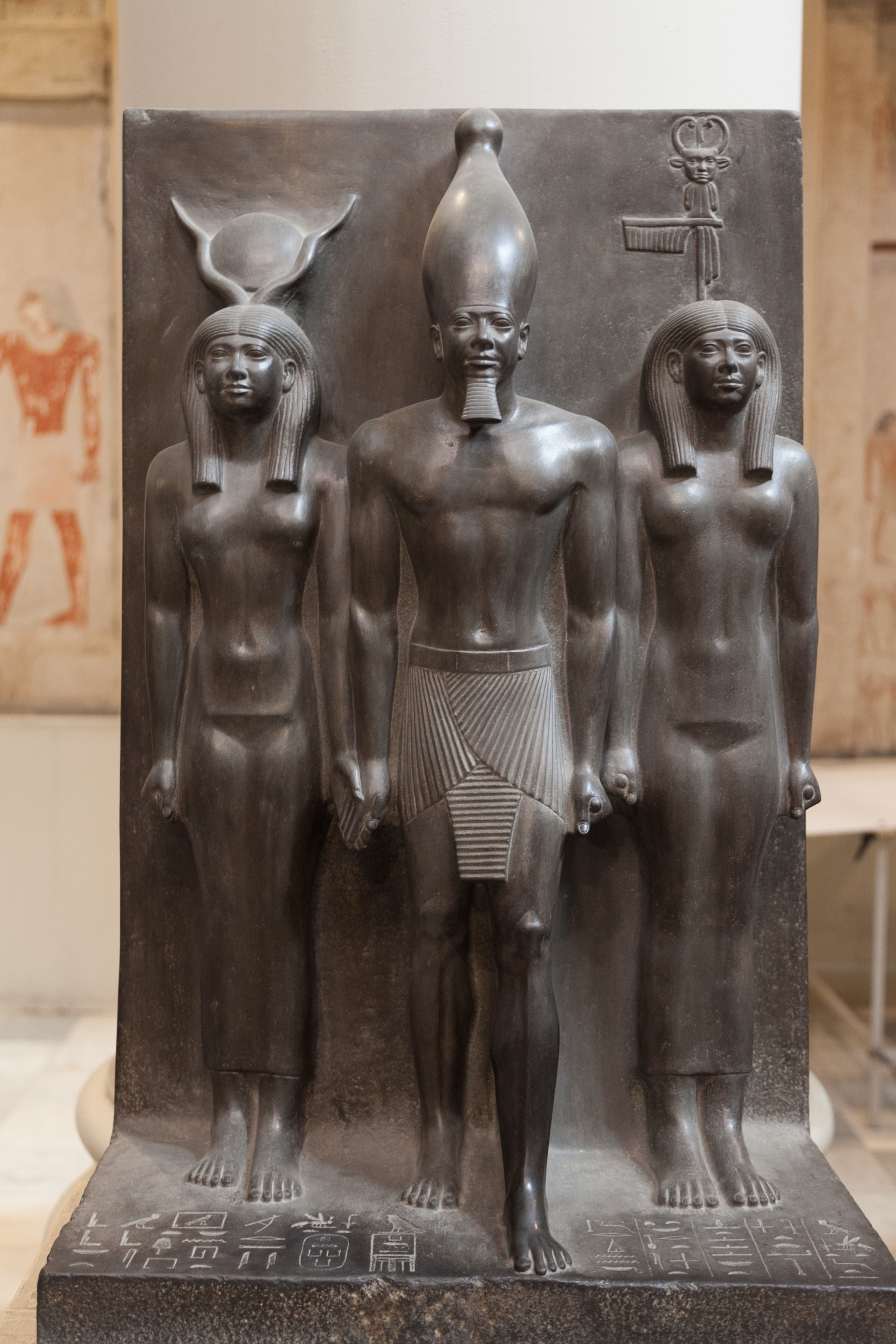
تمثال لمنقرع بجانب المعبودة حتحور (يسار) والمعبودة بات (يمين) في متحف الفنون الجميلة في بوسطن

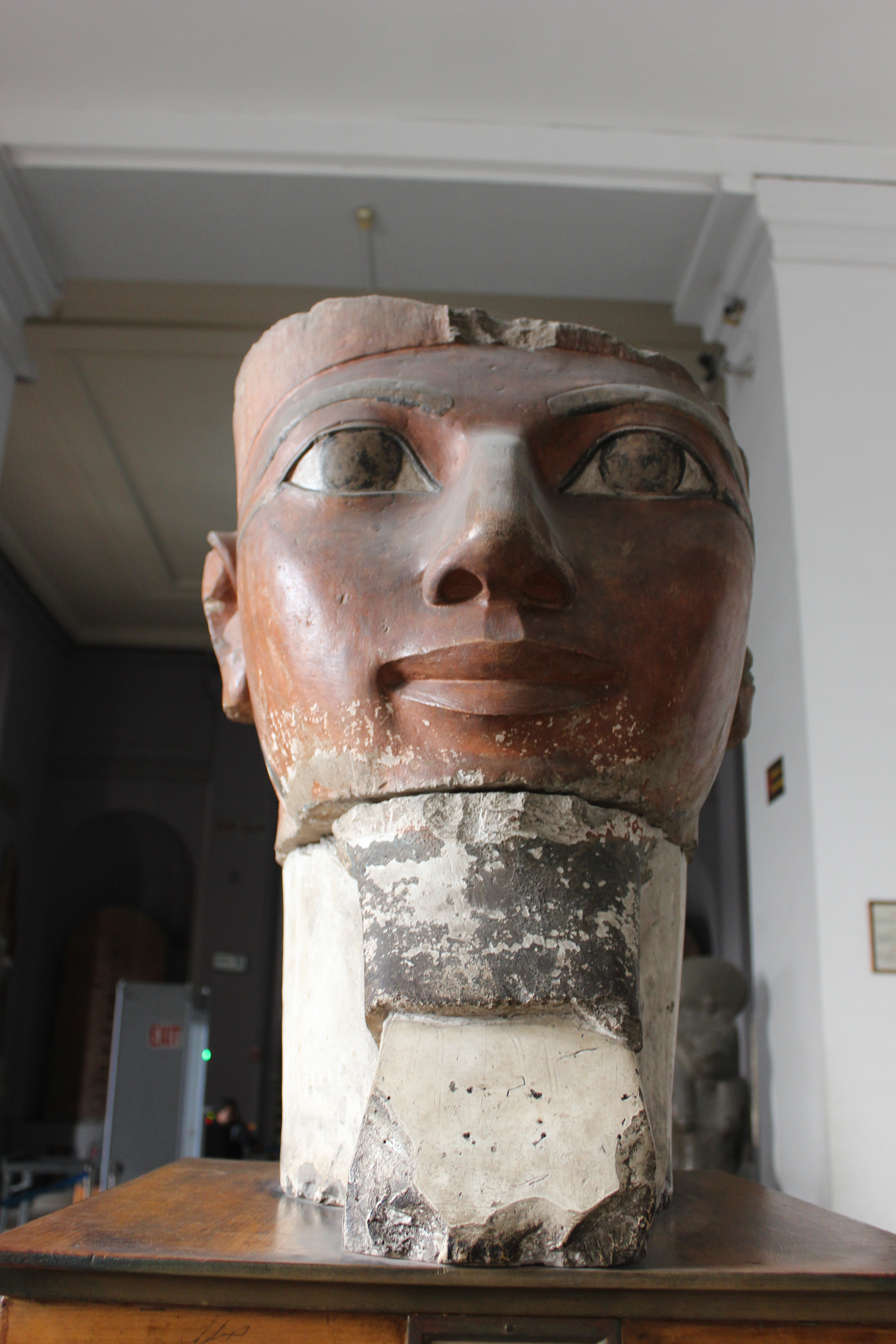
تمثال حتشبسوت بلحيتها المستعارة

ومع ذلك، لا يزال هناك لغز مرتبط باللحية واضح في الفن والدين. على الرغم من التدني الواضح لشعر الوجه خلال الحياة، كانت اللحية تعتبر سمة إلهية  للآلهة، الذين كانت لحاهم المضفرة «مثل اللازورد». وفقًا لهذه الصيغة الدينية، فإن الملك المصري يعبر عن وضعه كإله حي من خلال ارتداء لحية مستعارة مثبتة بحبل في مناسبات معينة. وعادة ما كانت هذه اللحى أعرض نحو الأسفل، كما هو الحال في التماثيل الثلاثية لمنقرع. كان هذا النوع من اللحية منتشرًا في الصور الملكية الرسمية، حتى أن الملكة حتشبسوت تُصوَّر بلحية مستعارة.

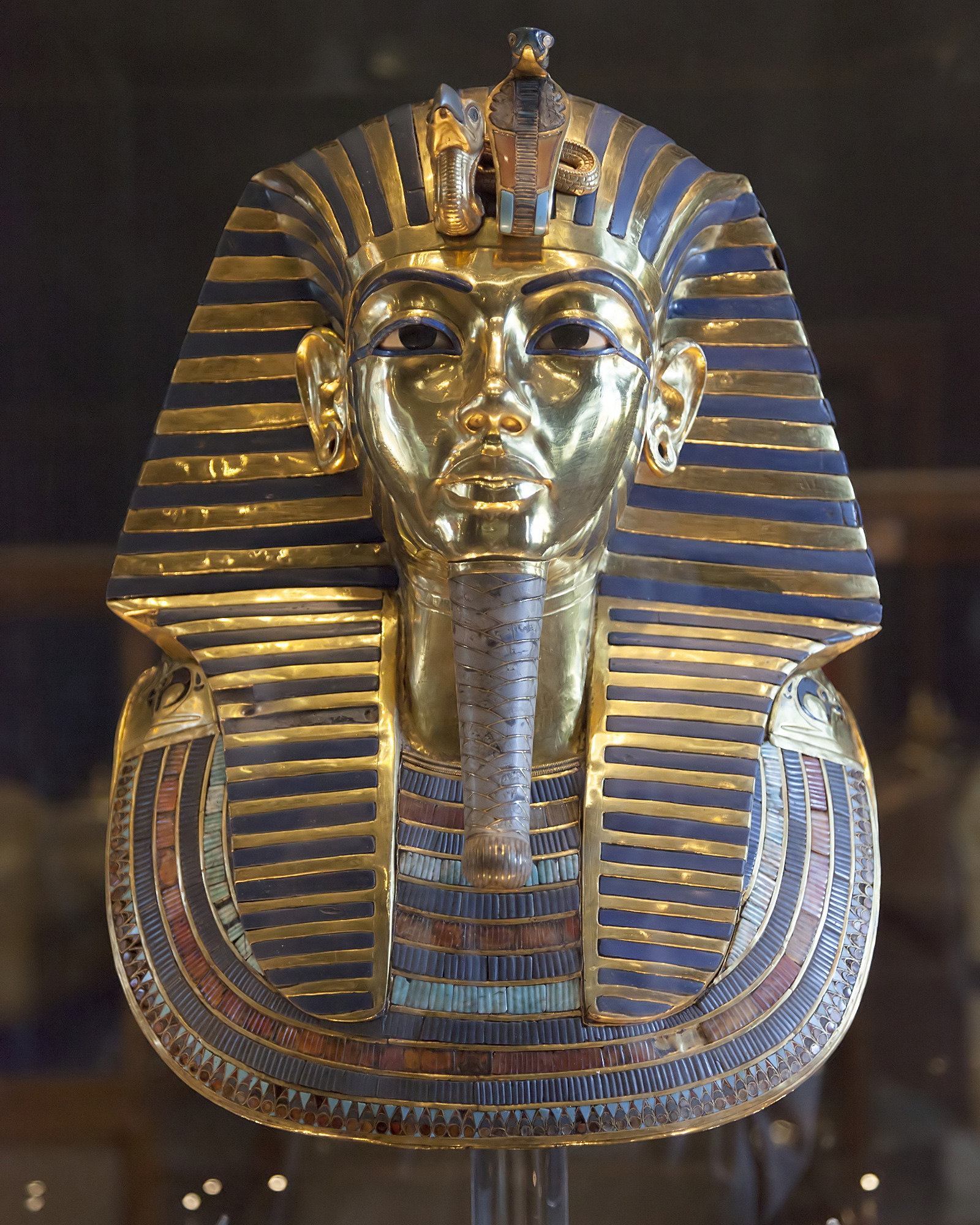
اللحية الإلهية في قناع الذهب لتوت عنخ آمون

في الموت، تم تصوير الملوك بشكل متكرر وهم يرتدون اللحية الإلهية أوسيرد، والتي كانت لحية طويلة وضيقة من عدة خيوط مضفرة مثل ضفيرة مع نهايتها بارزة للأمام، كما هو الحال على قناع الذهب لتوت عنخ آمون. حتى الرجال المتوفين من غير الملكيين ظهروا بلحى قصيرة تشبه الخصل. ومع ذلك، فهذه ليست مؤشرا واضحا، لأن الملك الميت لم يكن يقدم دائما مع هذا النوع من اللحية.
مثل هذه اللحى في الفن المصري القديم، بغض النظر عن سياقها، تبدو دائمًا على أنها تمثل الطبيعة الإلهية، على الرغم من عدم ارتداء جميع الآلهة الذكور مثل هذه اللحى.
بالنظر إلى الطبيعة الإلهية للحى، فإن أحد الأسئلة التي تطرح الإجابة هو لماذا فقدوا شعبيتهم في وقت مبكر من التاريخ المصري. ربما تم حظر أنواع معينة من اللحى التي تشبه تلك الخاصة بالآلهة واللحى المزيفة للملك الحي، أو ببساطة لم يتم ارتداؤها بدافع الخشوع. ومع ذلك، فالأرجح أن السبب هو هوس المصري القديم بالنظام والأناقة والنظافة. على مدار التاريخ المصري القديم، يبدو أن أفقر الفقراء استمروا في ارتداء اللحى، ومن المحتمل أن يرتديها آخرون بانتظام. لذلك كان هناك على ما يبدو قيود قانونية على اللحى.
أيضًا، ومن المثير للاهتمام للغاية خارج السياق الديني، أن اللحى في الفن المصري عادة ما تشير إلى الطبيعة الأجنبية للفرد. كثيرًا ما يُصوَّر أعداء مصر القديمة باللحية. بالنظر إلى احتفاظ المصريين القدماء بالأجانب، قد يفسر هذا بعضًا من شعبية الحلاقة، فضلاً عن سبب عدم قيام المسؤولين أحيانًا بالحلاقة عند السفر إلى الخارج.
لتلخيص الأمور، تعتبر اللحى جانبًا مهمًا جدًا من الفن المصري القديم، حيث تزودنا بأدلة عن طبيعة الفرد، سواء أكان ملكيًا أم عاديًا، أجنبيًا أم مصريًا، إلهًا أم إنسانًا، اعتمادًا على نوع اللحية، سواء كانت الملك يصور حيا أو ميتا.